# كيفن هودسون
كيفن هودسون هو لاعب هوكي الجليد كندي، ولد في 27 مارس 1972 في وينيبيغ في كندا.

## وصلات خارجية
- كيفن هودسون على موقع دوري الهوكي الوطني (الإنجليزية)
- كيفن هودسون على موقع قاعة مشاهير الهوكي (لاعب أن.إتش.أل) (الإنجليزية)
- كيفن هودسون على موقع EliteProspects.com (الإنجليزية)
- كيفن هودسون على موقع HockeyDB.com (الإنجليزية)
- كيفن هودسون على موقع Hockey-Reference.com (الإنجليزية)